# Madritschspitze
Die Madritschspitze (italienisch Cima Madriccio) ist ein 3265 m hoher Berg in den Laaser Bergen der Ortler-Alpen in Südtirol. Sie erhebt sich zwischen dem vom inneren Martelltal abzweigenden Madritschtal und dem Suldental. Die nächstgelegenen Gipfel im weiteren Kammverlauf sind im Norden die Hintere Schöntaufspitze (3325 m) und im Südwesten die Butzenspitze (3300 m). Die Madritschspitze ist Teil des Nationalparks Stilfserjoch. Im Winter wird der Gipfel gerne als Skitour bestiegen, die Zufallhütte dient dabei als Stützpunkt für Anstiege durch das Butzental oder das Madritschtal.